# アルジャンタン
アルジャンタン （Argentan）は、フランス、ノルマンディー地域圏、オルヌ県のコミューン。

## 地理
アルジャンタンはオルヌ県中央部北寄りに位置する。カーンの南約55km、パリの西約175kmの距離にある。
アルジャンタンの町は穀物生産の盛んなプレーヌ・アルジャンタン地方に位置する。西はノルマンディー・ボカージュ地方、すぐ東はペイ・ドージュ地方と接している。南はアランソン地方、北はファレーズ地方である。コミューン内をオルヌ川が流れている。
グリニッジ子午線がアルジャンタンを通っている。

## 由来
アルジャンタンの古名はVagoritumである。ガリア語でのvac（o）は意味が不明であり、rito-は砦を意味する。ガロ＝ローマ時代の名はArgentomagusであった。銀を意味するガリア語のargento-、-magoとはガリア語で平原や市場を意味している。

## 歴史

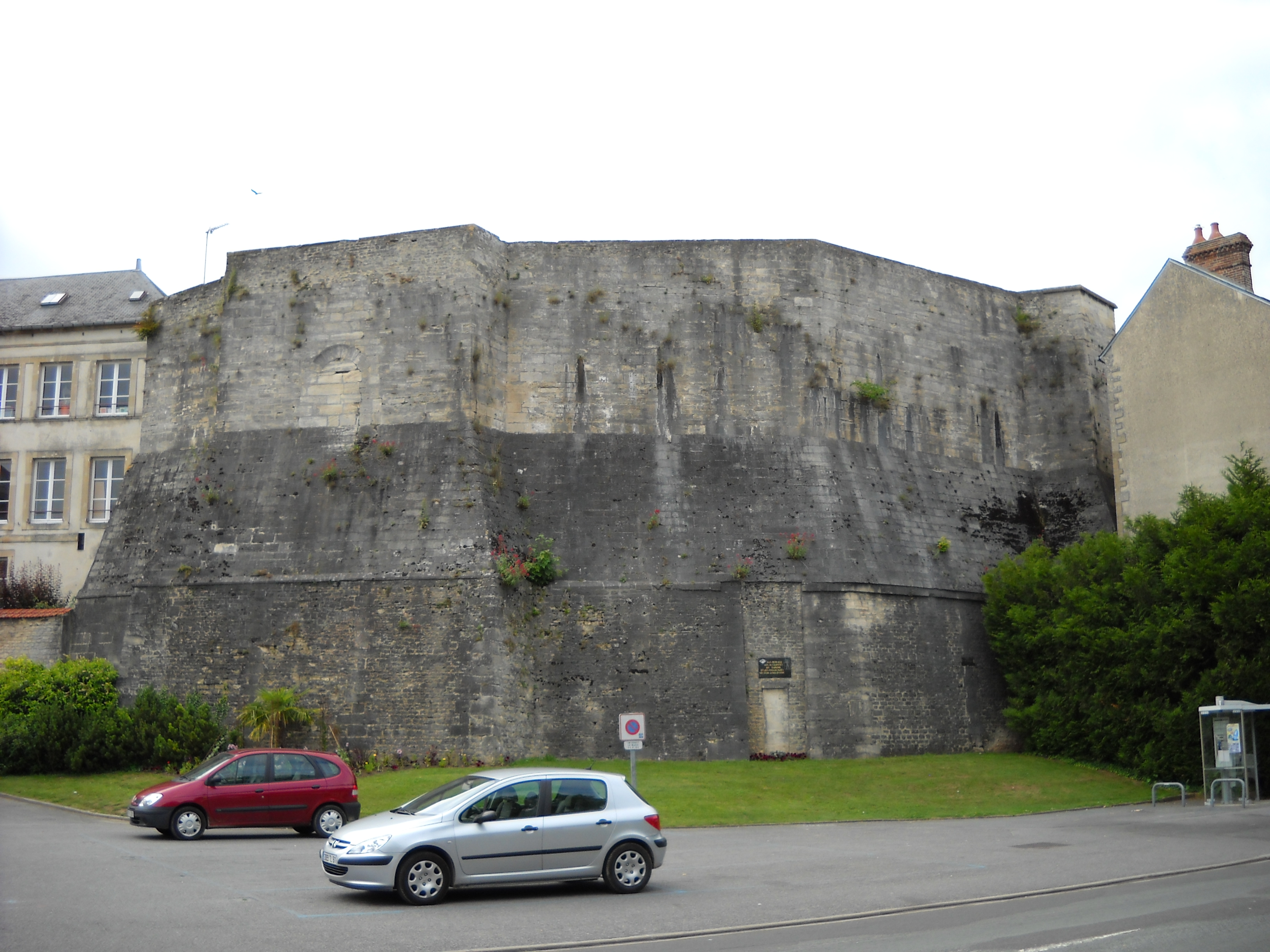
町を取り巻いていた城壁の名残であるダンジョン

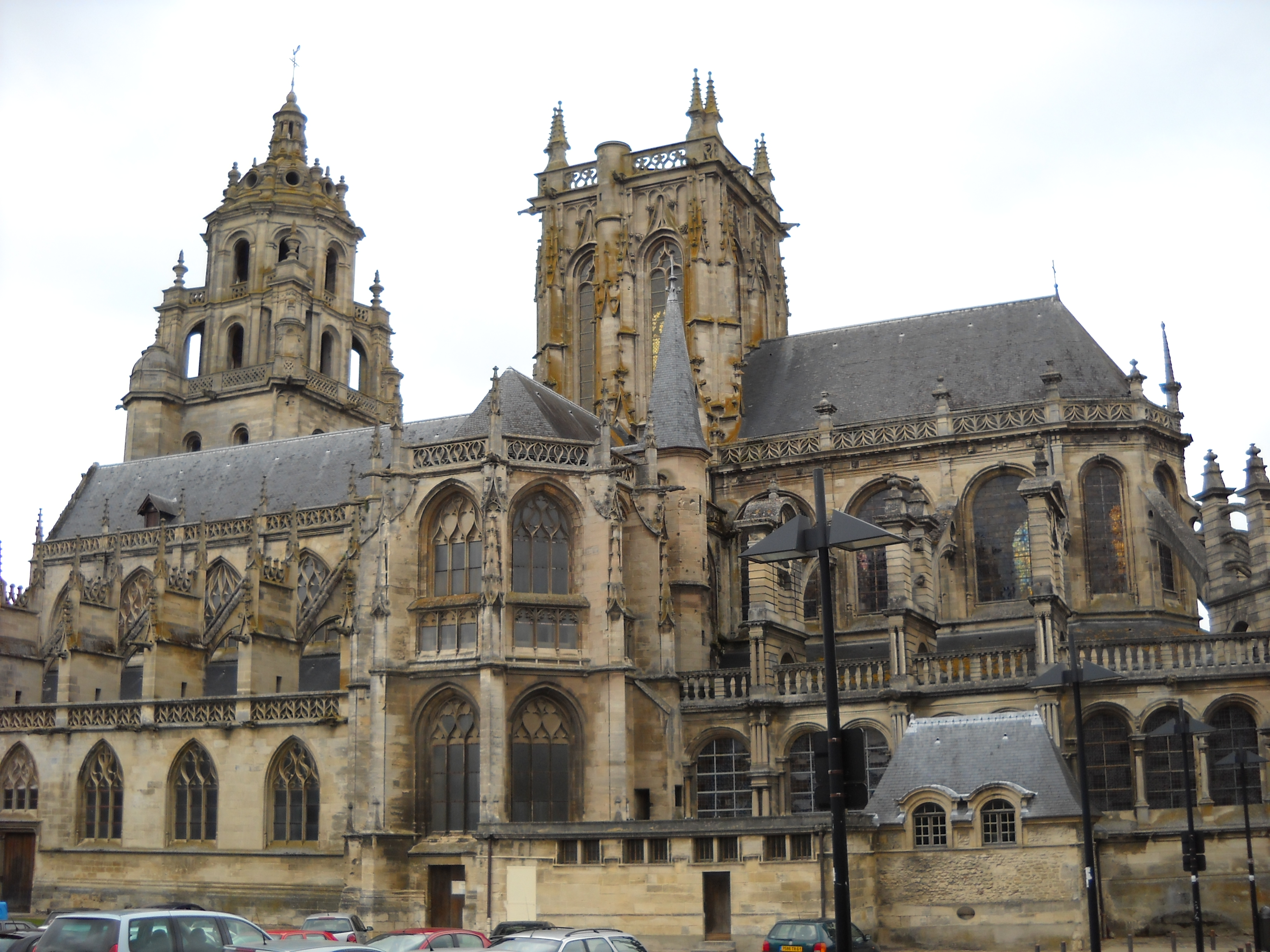
サン＝ジェルマン教会

オルヌ川沿いに定住地が築かれ、ガリアの一部族アルウィイ族（fr）の本拠地となった。中世初期までに定住地は徐々に大きくなっていった。
ヴァイキングたちがフランク王国沿岸に到達した後、ノルマン人たちが国家を形成していた911年、かつてのネウストリアの諸都市がノルマンディー公国に併合された。いくつかの文献によると、忠誠の証としてアルジャンタンはロロに与えられたという。
町はすぐ繁栄したが、中世の間続いたフランス王とイングランド王の敵対関係にさいなまれ続けた。幾度かの占領と破壊を経験している。
中世中期、アルジャンタンの中心部には2つの教会があった。サン＝マルタンとサン＝ジェルマンに捧げた教会、そしてベネディクト会派の修道女たちがつくった修道院である。アランソン公爵の妻であったマルグリット・ド・ロレーヌ＝ヴォーデモンが、アルジャンタンの都市拡大に大いに貢献した。彼女はカトリック教会や修道院施設の建設を後見した。
ユグノー戦争中の1590年、アンリ4世がアルジャンタンを征服した。
フランスにおける産業発展をもくろんだコルベールは、アルジャンタンとアランソンにレース産業を導入し競わせた。レースの一種、ポワン・ダルジャンタンが誕生した。
第二次世界大戦中、アルジャンタンはヴィシー政権下に置かれた。アルジャンタンには、戦争捕虜や外国人避難民を収容する収容所が置かれていた。
ノルマンディー上陸作戦の前夜である1944年6月5日、アルジャンタンは連合国側による空襲で被害を受け、鉄道駅が破壊された。続く6月6日と6月7日、アメリカ第8空軍のB-17とB-24による爆撃でさらなる被害を受けた。アルジャンタンは同年8月末まで2ヶ月あまり、廃墟のままにされていた。ジョージ・パットン将軍率いるアメリカ第3軍が、第2SS装甲師団や第9機甲師団（en）との8日間におよぶ戦闘を制して、アルジャンタンを解放した。アルジャンタンはコミューン内の約8割を破壊された状態であった。
戦後、アルジャンタンは自治体としてレジオンドヌール勲章を授けられた。

## 交通
アルジャンタンは、カーン、ドルー、パリ、アランソン、ル・マン、フルール、ラヴァル、リジューへ向かう道路の交差地点である。
- 道路 - A88、D926、D958、D924、D916、D15、D2
- 鉄道 - TERバス＝ノルマンディー、パリ＝グランヴィル区間およびカーン＝トゥール間の2路線。アルジャンタン駅。

## 医療
アルジャンタン病院は、救急医療、外科、心臓外科、消化器科、呼吸器科、精神科、産婦人科、小児科、老人医療、X線撮影、医用画像処理、麻酔など広範囲のサービスを行っている。
病院は地元出身の画家フェルナン・レジェに敬意を表して改装作業を行った。そのため彼の作品が院内の壁や広場に飾られ、レジェの鮮やかな色使いが憲章に用いられている。

## スポーツ
- FCペイ・デュ・アルジャンタン - 男子および女子サッカークラブ。

自治体間連合が運営する、競技・レジャー併用のプールがある。コミューン外のパリへ向かう道路に面して、アルジャンタン競馬場がある。

## 姉妹都市
- アビンドン、イギリス
- バジャ、ハンガリー
- ローテンブルク・アン・デア・フルダ、ドイツ

## 出身者
- ヴァンサン・ミュセリ（1879-1956） - 詩人
- フェルナン・レジェ - 画家
- アンドレ・マル（1885-1932） - 画家
- ジェラール・サン（1935-1960） - 自転車競技選手
- ミシェル・オンフレ（1959-） - 哲学者
- フローレン・ジェルー（1986-） - 騎手